# Masarykovo náměstí 86 (Třeboň)
Dům na adrese Masarykovo náměstí 86 v jihočeské Třeboni je památkově chráněný objekt v samotném historickém středu města. Bývá občas uváděn jako Štolcpekovský dům. 
Dům je nápadný především díky arkýři umístěnému v pravé části fasády v úrovni prvního patra. Jedná se o jediný dům v třeboňské památkové rezervaci s arkýřem. Má fasádu odkazující na různé styly s podloubím, štít je barokní. Nápadné jsou rovněž tři lomené oblouky v přízemí.
Postaven byl nejspíše na závěr 15. nebo na začátku století šestnáctého. Původně měl dům na fasádě rozsáhlé nástěnné malby, které byly ale později zakryty. Přesnější záznamy o jeho zbudování neexistují, dle různých průzkumů je datován do různých let. Po požáru v roce 1562 byl přestavěn do renesanční podoby zámožným měšťanem. V 60. letech 19. století bylo původní podloubí zazděno, později, po 50. letech století dvacátého, kdy se město stalo lázeňským a dům získal památkovou ochranu, bylo vybouráno. 